# Saturday nights (Patricia Paay)
Saturday nights is een discosingle van Patricia Paay uit 1981 met op de B-kant de instrumentale versie van het nummer. Het verscheen dat jaar ook als eerste nummer van haar elpee Playmate. Ze schreef het samen met John van Katwijk. Het werd geproduceerd door Pim Koopman.
De single behaalde in België een hogere hitnotering dan in Nederland, met plaats 7 in de Vlaamse Ultratop.

## Hitnoteringen
Nederlandse Top 40
| Hitnotering: week 50 1981 t/m 5 in 1982 | Hitnotering: week 50 1981 t/m 5 in 1982 | Hitnotering: week 50 1981 t/m 5 in 1982 | Hitnotering: week 50 1981 t/m 5 in 1982 | Hitnotering: week 50 1981 t/m 5 in 1982 | Hitnotering: week 50 1981 t/m 5 in 1982 | Hitnotering: week 50 1981 t/m 5 in 1982 | Hitnotering: week 50 1981 t/m 5 in 1982 | Hitnotering: week 50 1981 t/m 5 in 1982 |
| Week:                                   | 1                                       | 2                                       | 3                                       | 4                                       | 5                                       | 6                                       | 7                                       |                                         |
| --------------------------------------- | --------------------------------------- | --------------------------------------- | --------------------------------------- | --------------------------------------- | --------------------------------------- | --------------------------------------- | --------------------------------------- | --------------------------------------- |
| Positie:                                | 37                                      | 27                                      | 20                                      | 15                                      | 15                                      | 26                                      | 30                                      | uit                                     |

Nationale Hitparade
| Hitnotering: week 49 1981 t/m 6 in 1982 | Hitnotering: week 49 1981 t/m 6 in 1982 | Hitnotering: week 49 1981 t/m 6 in 1982 | Hitnotering: week 49 1981 t/m 6 in 1982 | Hitnotering: week 49 1981 t/m 6 in 1982 | Hitnotering: week 49 1981 t/m 6 in 1982 | Hitnotering: week 49 1981 t/m 6 in 1982 | Hitnotering: week 49 1981 t/m 6 in 1982 | Hitnotering: week 49 1981 t/m 6 in 1982 | Hitnotering: week 49 1981 t/m 6 in 1982 | Hitnotering: week 49 1981 t/m 6 in 1982 | Hitnotering: week 49 1981 t/m 6 in 1982 |
| Week:                                   | 1                                       | 2                                       | 3                                       | 4                                       | 5                                       | 6                                       | 7                                       | 8                                       | 9                                       | 10                                      |                                         |
| --------------------------------------- | --------------------------------------- | --------------------------------------- | --------------------------------------- | --------------------------------------- | --------------------------------------- | --------------------------------------- | --------------------------------------- | --------------------------------------- | --------------------------------------- | --------------------------------------- | --------------------------------------- |
| Positie:                                | 31                                      | 31                                      | 22                                      | 17                                      | 23                                      | 33                                      | 28                                      | 33                                      | 32                                      | 42                                      | uit                                     |

Ultratop 50
| Hitnotering: week 50 1981 t/m 8 in 1982 | Hitnotering: week 50 1981 t/m 8 in 1982 | Hitnotering: week 50 1981 t/m 8 in 1982 | Hitnotering: week 50 1981 t/m 8 in 1982 | Hitnotering: week 50 1981 t/m 8 in 1982 | Hitnotering: week 50 1981 t/m 8 in 1982 | Hitnotering: week 50 1981 t/m 8 in 1982 | Hitnotering: week 50 1981 t/m 8 in 1982 | Hitnotering: week 50 1981 t/m 8 in 1982 | Hitnotering: week 50 1981 t/m 8 in 1982 | Hitnotering: week 50 1981 t/m 8 in 1982 | Hitnotering: week 50 1981 t/m 8 in 1982 | Hitnotering: week 50 1981 t/m 8 in 1982 |
| Week:                                   | 1                                       | 2                                       | 3                                       | 4                                       | 5                                       | 6                                       | 7                                       | 8                                       | 9                                       | 10                                      | 11                                      |                                         |
| --------------------------------------- | --------------------------------------- | --------------------------------------- | --------------------------------------- | --------------------------------------- | --------------------------------------- | --------------------------------------- | --------------------------------------- | --------------------------------------- | --------------------------------------- | --------------------------------------- | --------------------------------------- | --------------------------------------- |
| Positie:                                | 38                                      | 22                                      | 20                                      | 12                                      | 9                                       | 7                                       | 11                                      | 13                                      | 13                                      | 19                                      | 34                                      | uit                                     |